# Татул (филм)
Вижте пояснителната страница за други значения на Татул.
„Татул“ е български игрален филм (драма) от 1972 година на режисьора Атанас Трайков, по сценарий на Слав Г. Караславов. Оператор е Крум Крумов. Създаден е по романа „Татул“ на Георги Караславов. Музиката във филма е композирана от Васил Казанджиев.
Действието на филма се развива през 1938.

## Състав

### Актьорски състав
| Изпълнител                                                   | Роля             |
| ------------------------------------------------------------ | ---------------- |
| Заслужила артистка: Елена Стефанова                          | Мариола          |
| Меглена Караламбова                                          | Тошка            |
| Иван Налбантов                                               | Иван             |
| Антон Горчев                                                 | Димо             |
| Народен артист: Георги Георгиев – Гец (като Георги Георгиев) | Георги Ганчовски |
| Кунка Баева                                                  | Гела арнаутката  |
| Антон Карастоянов                                            | Диньо            |
| Иван Томов                                                   |                  |
| Заслужил артист: Стефан Великов                              |                  |
| Кирил Петров                                                 | малкия           |
| Вера Делчева (като В. Делчева)                               |                  |
| Аспарух Сариев (като А. Сариев)                              | кметът           |
| М. Хаджихристова                                             |                  |
| Борис Тодоров (като Б. Тодоров)                              |                  |
| Владимир Давчев (като В. Давчев)                             |                  |
| К. Мичев                                                     |                  |
| Стоян Стойчев (като С. Стойчев)                              |                  |
| Александър Симов (като А. Симов)                             |                  |
| М. Македонска                                                |                  |

### Творчески и технически екип
| Сценарий            | Слав Г. Караславов                                                                               |
| Режисьор            | Атанас Трайков                                                                                   |
| Оператор            | Крум Крумов                                                                                      |
| Художник            | Кирил Неделчев                                                                                   |
| Костюми             | Ева Йорданова                                                                                    |
| Музика              | Васил Казанджиев                                                                                 |
| Звук                | Методи Щерев Стефка Сивриева                                                                     |
| Редактори           | Цветана Коларова Милчо Радев                                                                     |
| Асистент-режисьори  | Лили Дикова Красимира Апостолова Валентина Аланджийска                                           |
| Асистент-оператори  | Венко Каблешков Емил Димитров Васил Кайзеров                                                     |
| Монтаж              | Жени Радева                                                                                      |
| Фотограф            | Ирина Пеева                                                                                      |
| Грим                | Аделина Михайлова                                                                                |
| Организатор         | Лозанка Иванова                                                                                  |
| Асистент по монтажа | Павлина Шаралиева                                                                                |
| Гардероб            | Цветана Матеева Фани Дадова                                                                      |
| Реквизит            | Йордан Георгиев                                                                                  |
| Директор            | Дончо Тодоров                                                                                    |
| Производство        | Българска кинематография Студия за игрални филми Творчески колектив „МЛАДОСТ“ /Copyright © 1972/ |